# Emily Schmieg
Emily Schmieg (11 de mayo de 1988) es una deportista estadounidense que compitió en remo.
Ganó dos medallas en el Campeonato Mundial de Remo, en los años 2017 y 2018. Además, obtuvo una medalla de plata en el Campeonato Mundial de Remo en Sala de 2018.

## Palmarés internacional
| Campeonato Mundial | Campeonato Mundial        | Campeonato Mundial | Campeonato Mundial |
| Año                | Lugar                     | Medalla            | Prueba             |
| ------------------ | ------------------------- | ------------------ | ------------------ |
| 2017               | Sarasota (Estados Unidos) | Medalla de bronce  | Doble scull ligero |
| 2018               | Plovdiv (Bulgaria)        | Medalla de plata   | Doble scull ligero |

| Campeonato Mundial | Campeonato Mundial          | Campeonato Mundial | Campeonato Mundial |
| Año                | Lugar                       | Medalla            | Prueba             |
| ------------------ | --------------------------- | ------------------ | ------------------ |
| 2018               | Alexandria (Estados Unidos) | Medalla de plata   | Ligero 2000 m      |